# 九龍巴士259R線
九龍巴士259R線是香港的一條特別巴士路線，由香港體育館往屯門碼頭。
九龍巴士59R線是香港的一條特別巴士路線，由佐敦（匯民道）往屯門碼頭，只在西九文化區舉行大型活動後提供服務。

## 歷史
- 2004年6月5日：投入服務。只在香港體育館舉行活動散場後行走，是因應運輸署及警方為了針對日趨嚴重的非法屋邨巴士違規經營影響交通秩序，決定大力取締該等巴士線，而要求九巴開辦的特別服務，路線在紅磡香港體育館上客後便取道快速公路直達屯門。

- 港鐵九龍南綫已於2009年8月16日通車，由香港體育館可乘西鐵綫 (現稱屯馬綫)直達屯門，但由於不少於香港體育館舉行的演唱會，散場時間往往已過西鐵綫尾車時間（00:25由紅磡站開出），而西鐵綫不能直達本線服務之區域，因此對本線影響不大。

- 2022年1月1日：配合西九文化區「香港跨年倒數演唱會」活動於該天凌晨結束，59R線投入服務。[1]

## 服務時間
259R
- 只在香港體育館舉行活動時行走。
  - 活動完結後約15分鐘起提供服務，客滿即開。

59R
- 只在西九文化區舉行活動時行走。
  - 活動完結後約15分鐘起提供服務，客滿即開。

## 收費
(2)59R
全程：$23.3
| - 本線設有12歲以下小童及65歲或以上長者半價優惠。 - 65歲或以上香港居民使用「樂悠咭」，以及12歲以下合資格殘疾兒童使用「殘疾人士身份」個人八達通繳付車資，均可享有每程$2.0或半價（以較低者為準）的票價優惠；12至64歲合資格殘疾人士使用「殘疾人士身份」個人八達通（包括「樂悠咭」），以及60至64歲香港居民使用「樂悠咭」繳付車資，均可享有每程$2.0或全費（以較低者為準）的票價優惠。 - 65歲或以上長者如使用長者或一般個人八達通繳付車資，則只可享有半價優惠；12至64歲合資格殘疾人士如不使用「殘疾人士身份」個人八達通，以及60至64歲人士如不使用「樂悠咭」繳付車資，必須繳付全費。 - 乘客可以現金或八達通於上車時付款，不設找續。 - 每位成人乘客可免費攜帶最多兩名4歲以下而不佔座位的兒童乘客乘車，超額之4歲以下小童必須繳付小童車費乘車。 - 持有「九巴月票」之乘客在車票有效期內，每日可享最多10程任何九龍巴士及龍運巴士路線（包括本路線，以及聯營路線的九龍巴士／龍運巴士提供的班次；惟乘搭機場「A」及「NA」線則可享原價二七折優惠（不會計算每天10次合資格車程））；而B1線則每日可享最多各2程（不會計算每天10次合資格車程）。 - 九龍巴士、城巴、龍運巴士及陽光巴士全職員工及家屬（不包括外判職員）可免費乘搭本路線，惟必須拍職員或職員家屬八達通。 - 乘客亦可透過多元化電子支付系統（e度嘟）繳付車資，包括使用非接觸式VISA卡、JCB卡、萬事達卡、銀聯卡、美國運通、大來國際、Discover Card、Apple Pay、Google Pay、Samsung Pay、AlipayHK「易乘碼」、支付寶、WeChatHK／微信支付「搭車碼」、銀聯雲閃付「乘車碼」及BOC Pay「乘車碼」。乘客使用此付款方式，使用此支付方式的乘客可享有中途下車之分段收費，以及與其他九巴／龍運獨營路線或聯營線九巴／龍運班次之轉乘優惠，惟不適用於與非九巴／龍運路線之轉乘優惠，亦不能享有「公共交通費用補貼計劃」及「長者及合資格殘疾人士公共交通票價優惠計劃」。 |

## 行車路線
259R
經：暢運道、柯士甸道、柯士甸道西、連翔道、西九龍公路、青葵公路、長青隧道、長青公路、青衣西北交匯處，青朗公路、屯門公路、屯喜路、屯匯街、屯門市中心公共運輸交匯處、屯門鄉事會路、海珠路、海皇路、皇珠路、龍門路及湖翠路。
59R
經：匯民道、佐敦道、連翔道、西九龍公路、青葵公路、長青隧道、長青公路、青衣西北交匯處、青朗公路、屯門公路、青山公路 (大欖段、掃管笏段、青山灣段)、海榮路、屯門鄉事會路、海珠路、海皇路、皇珠路、龍門路及湖翠路

### 沿線車站

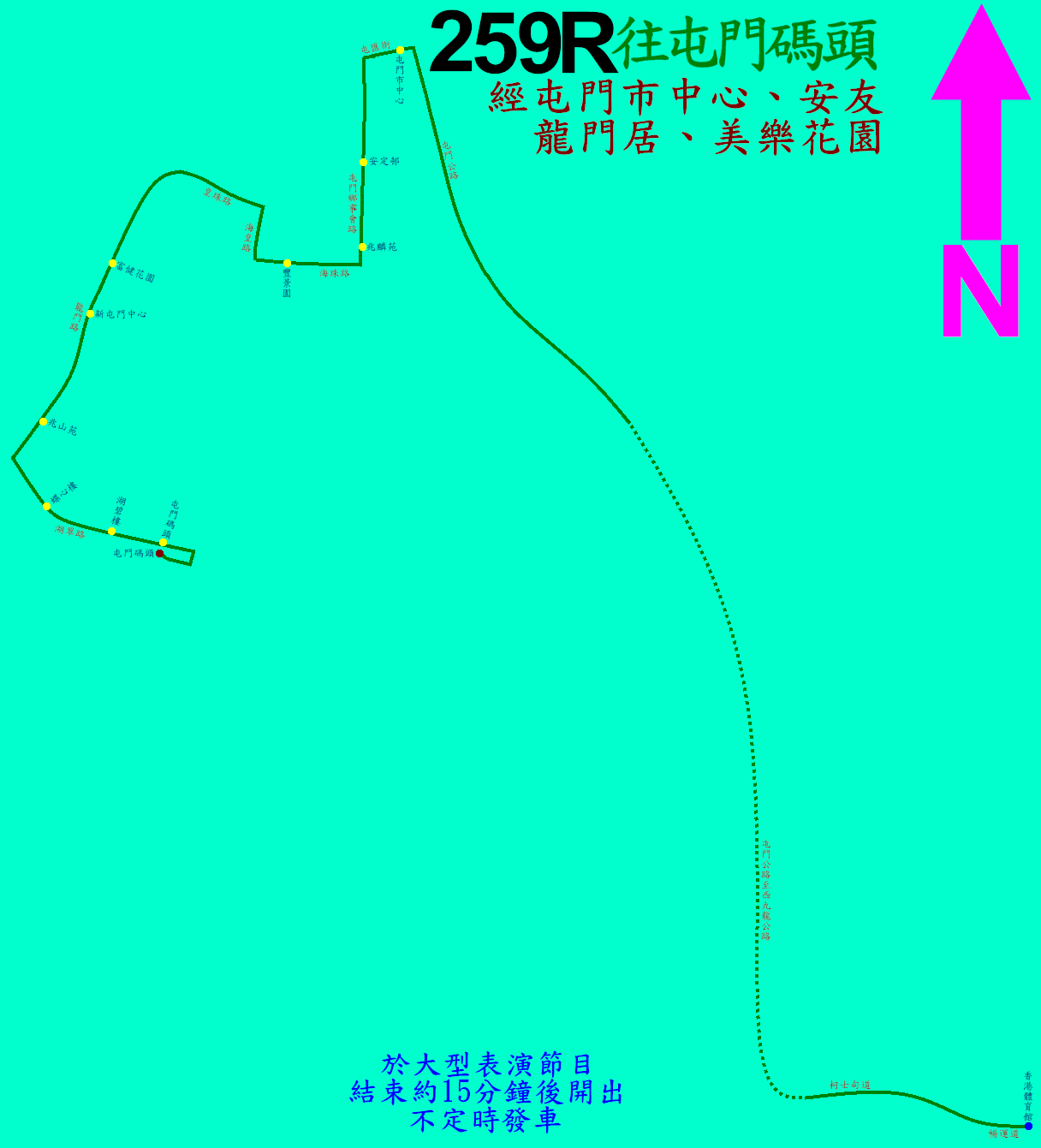
259R線的走線圖

259R
| 1                            | 香港體育館         | 暢運道                   |
| 西九龍公路至汀九橋、屯門公路 |                    |                          |
| 2                            | 屯門公路轉車站     | 屯門公路                 |
| 屯門公路                     |                    |                          |
| 3                            | 屯門市中心         | 屯門市中心公共運輸交匯處 |
| 4                            | 安定邨             | 屯門鄉事會路             |
| 5                            | 兆麟苑             | 屯門鄉事會路             |
| 6                            | 豐景園             | 海珠路                   |
| 7                            | 龍逸邨             | 皇珠路                   |
| 8                            | 富健花園           | 龍門路                   |
| 9                            | 新屯門中心         | 龍門路                   |
| 10                           | 兆山苑             | 龍門路                   |
| 11                           | 蝴蝶邨蝶心樓       | 湖翠路                   |
| 12                           | 湖景邨湖碧樓       | 湖翠路                   |
| 13                           | 屯門碼頭（兆禧苑） | 湖翠路                   |
| 14                           | 屯門碼頭巴士總站   | 屯門碼頭公共運輸交匯處   |

59R
| 1                            | 西九龍站           | 匯民道                 |
| 西九龍公路至汀九橋、屯門公路 |                    |                        |
| 2                            | 屯門公路轉車站     | 屯門公路               |
| 屯門公路                     |                    |                        |
| 3                            | 澄麗路             | 青山公路－大欖段       |
| 4                            | 小欖村             | 青山公路－大欖段       |
| 5                            | 小欖新村           | 青山公路－大欖段       |
| 6                            | 愛琴灣             | 青山公路－大欖段       |
| 7                            | 小秀上村           | 青山公路－大欖段       |
| 8                            | 龍珠島             | 青山公路—掃管笏段      |
| 9                            | 香港黃金海岸       | 青山公路—掃管笏段      |
| 10                           | 黃金泳灘           | 青山公路－青山灣段     |
| 11                           | 咖啡灣             | 青山公路－青山灣段     |
| 12                           | 碧翠花園           | 青山公路－青山灣段     |
| 13                           | 青山灣碼頭         | 青山公路－青山灣段     |
| 14                           | 三聖邨             | 青山公路－青山灣段     |
| 15                           | 恒福花園           | 海榮路                 |
| 16                           | 豐景園             | 海珠路                 |
| 17                           | 龍逸邨             | 皇珠路                 |
| 18                           | 富健花園           | 龍門路                 |
| 19                           | 新屯門中心         | 龍門路                 |
| 20                           | 兆山苑             | 龍門路                 |
| 21                           | 蝴蝶邨蝶心樓       | 湖翠路                 |
| 22                           | 湖景邨湖碧樓       | 湖翠路                 |
| 23                           | 屯門碼頭（兆禧苑） | 湖翠路                 |
| 24                           | 屯門碼頭巴士總站   | 屯門碼頭公共運輸交匯處 |

## 外部連結
- KMB Air-conditioned Route 九巴空調路線 - 259R （页面存档备份，存于）